# Albach (Wachenroth)
Albach ist ein Gemeindeteil des Marktes Wachenroth im Landkreis Erlangen-Höchstadt (Mittelfranken, Bayern). Albach liegt in der Gemarkung Wachenroth.

## Geografie
Das Dorf gliedert sich in Oberalbach und das 400 Meter weiter südöstlich gelegene Unteralbach. Es liegt am Allbach, der eine Kette von Weihern speist (Albachweiher, Hausweiher, Marschallseen) und ein linker Zufluss der Reichen Ebrach ist. Das Tal ist eng eingeschnitten und umsäumt von bewaldeten Anhöhen. Im Norden liegt der Berg (332 m ü. NHN), etwa einen Kilometer westlich erhebt sich der Vestenberg (349 m ü. NHN).
Die Kreisstraße ERH 34/BA 2 verläuft nach Reichmannsdorf zur Staatsstraße 2262 (2,5 km nordwestlich) bzw. an der Eckartsmühle vorbei zur Staatsstraße 2260 (2,8 km südöstlich) zwischen Wachenroth im Westen und Mühlhausen im Osten. Gemeindeverbindungsstraßen verlaufen nach Wachenroth zur St 2260 (2,3 km südlich) und nach Decheldorf (1 km nordöstlich).

## Geschichte
Albach wurde in einem Nekrolog des Bamberger Domkapitels, das vor 1065 entstanden ist, erstmals urkundlich erwähnt. Der Diakon und Domkanoniker Odalrich vermachte zehn Unzen Gefälle für eine Jahrtagsstiftung des Ortes. 1093 wurde der Bamberger Ministeriale Otto de Alechbach erwähnt. Dem Namen nach zu schließen hatte er im Ort seinen Stammsitz. 1136 wurde der Ort als „Alichbach“ erwähnt. Mit der Gründung des Jesuitenkollegs Bamberg im Jahr 1647 wurde dieses u. a. mit zwei Albacher Gütern und dem Hagersee ausgestattet.
Gegen Ende des 18. Jahrhunderts gab es in Albach 14 Anwesen und ein Gemeindehirtenhaus. Das Hochgericht übte das bambergische Centamt Wachenroth aus. Die Dorf- und Gemeindeherrschaft hatte das Kastenamt Wachenroth. Grundherren waren das Kastenamt Wachenroth (2 Höfe, 1 Gut, 1 Gütlein, 1 Wirtshaus; Theodorische Verwaltung: 1 Hof, 1 Sölde), die Verwaltung Sambach der Universität Bamberg (1 Gut), die nürnbergische Landesalmosenamt-Vogtei Lonnerstadt (1 Hof, 1 Sölde), die Pfarrei Mühlhausen (1 Sölde), die Pfarrei Sambach (1 Gut), die Pfarrei Wachenroth (1 Sölde).
Im Rahmen des Gemeindeedikts wurde Albach dem 1808 gebildeten Steuerdistrikt Wachenroth und der im selben Jahr gebildeten Ruralgemeinde Wachenroth zugewiesen.

### Einwohnerentwicklung
| Jahr      | 001819 | 001861 | 001871 | 001885 | 001900 | 001925 | 001950 | 001961 | 001970 | 001987 | 002020 | 2022   |
| Einwohner | 94 *   | 79     | 113 *  | 129 *  | 114 *  | 109 *  | 140 *  | 96 *   | 91     | 86     | 95 *   | 100    |
| Häuser    |        |        |        | 23 *   | 21 *   | 20 *   | 21 *   | 22 *   |        | 20     |        |        |
| Quelle    | [ 10 ] | [ 11 ] | [ 12 ] | [ 13 ] | [ 14 ] | [ 15 ] | [ 16 ] | [ 17 ] | [ 18 ] | [ 19 ] | [ 1 ]  | [ 20 ] |

## Religion
Der Ort ist römisch-katholisch geprägt und nach St. Gertrud (Wachenroth) gepfarrt. Die Einwohner evangelisch-lutherischer Konfession sind nach St. Maria und Kilian (Mühlhausen) gepfarrt.